# Funkverkehrsheft
Das Funkverkehrsheft (genauer: Funkverkehrsheft für die Küstenverteidigung; abgekürzt: FVH Küste) war eine Dienstvorschrift der deutschen Kriegsmarine mit der Kurzbezeichnung M. Dv. Nr. 34 (Marine-Dienstvorschrift Nummer 34), die während des Zweiten Weltkriegs gültig war.

## Zweck
Das Funkverkehrsheft (FVH) diente als Codebuch zur Kürzung und Geheimhaltung von Funksprüchen, die zumeist per Morsecode (CW) gefunkt wurden, nachdem sie in einem zweiten Schritt entweder mit dem „Schlüssel M“ (wie die Schlüsselmaschine „Enigma“ bei der Kriegsmarine genannt wurde) oder einem Handschlüsselverfahren, wie dem Werftschlüssel oder dem Reservehandverfahren, überschlüsselt worden waren.

## Anwendung
Das FVH weist nahezu 150 Seiten auf. Der wesentliche Teil sind zwei „Satzbücher“, und zwar das „Satzbuch Teil A (für den Auftraggeber)“ und der „Teil B (für den Empfänger)“. Beide Teile listen zufällig erscheinende dreistellige Buchstabenkombinationen (Trigramme) auf und weisen ihnen Wörter oder Phrasen (Teilsätze) der deutschen Sprache zu, insbesondere militärische Fachbegriffe. Beispiel: „AJD Tieffliegerabwehr“.
In Teil A sind diese Bedeutungspaare alphabetisch nach dem Klartextbegriff sortiert. So ist „Tieffliegerabwehr“ zwischen „tiefer“ und „Tieffliegerangriff“ (auf Seite 79 im Teil A) zu finden. Umgekehrt nutzt der Empfänger den Teil B. Dort sind die Paare nach dem Geheimtext-Trigramm alphabetisch sortiert. Hier findet er (auf Seite 96) zwischen „AJC Gebirgstruppen“ und „AJG Sprenggranate“ das gesuchte Trigramm „AJD“ und die zugeordnete Bedeutung: „Tieffliegerabwehr“.
Zusätzlich enthält das FVH einige Seiten mit „freien“ Trigrammen (ohne zugeordnete Bedeutung), die speziell belegt werden können. Beispielsweise wurden in das unter Weblinks verfügbare Exemplar (Prüf-Nr. 0977), das in den Niederlanden benutzt wurde, einige lokale Ortsangaben (auf Seite 86), wie zum Beispiel „VQK Ameland“, mit Bleistift hinzugefügt. Natürlich muss der Empfänger über ein identisches Codebuch mit denselben Ergänzungen verfügen.